# Fruits Zipper
Fruits Zipper (geschrieben in Großbuchstaben, jap. フルーツジッパー Furūtsu Jippā) ist eine 2022 gestartete japanische Idol-Gruppe der Talentagentur Asobisystem, die beim Label Kawaii Lab. unter Vertrag steht.
Das 2024 veröffentlichte Debütalbum erreichte auf Anhieb Platz zwei der heimischen Oricon-Albumcharts sowie den Hot-Albums-Charts von Billboard Japan. Die Gruppe erhielt Auszeichnungen bei den Japan Record Awards, den MTV Video Music Awards Japan und den Music Awards Japan.

## Geschichte
Die Gründung der Idol-Gruppe wurde am 14. Februar 2022 offiziell angekündigt; acht Tage später folgte die Vorstellung der sieben Gruppenmitglieder. Fruits Zipper debütierten am 10. April mit der digitalen Veröffentlichung ihrer Single Kimi no Akarui Mirai o Oikakete. Ihre zweite Single Watashi no Ichiban Kawaī tokoro, die zunächst ebenfalls lediglich als Musikdownload und im Musikstreaming herausgegeben wurde, avancierte zu einem viralen Hit auf der Social-Media-Plattform TikTok und wurde im September des Folgejahres als Maxi-Single auf CD neu aufgelegt.
Im September 2012 gab die Gruppe ihr erstes Solo-Konzert im Liquid Room in Tokio. Die im November herausgebrachte Single Sekai wa Kimi kara Hajimaru fand als Titellied des Doramas Link! des Senders CBC TV Verwendung. Am 31. Dezember 2012 spielten Fruits Zipper ihr erstes internationales Konzert in Taiwan. Nach der Publikation der zehnten Single Hapi Choco am 1. Februar 2023 auf digitaler Ebene ging die Gruppe im selben Monat auf ihre erste Konzerttournee. Zwei Monate später spielten Fruits Zipper zum zweiten Mal ein Konzert auf Taiwan. Zwischen Mai und August erschienen zwei weitere digitale Singleveröffentlichungen, ehe Fruits Zipper im September zum zweiten Mal durch Japan tourten. Im Dezember 2023 wurde die Idol-Gruppe als bester Newcomer bei den Japan Record Awards ausgezeichnet.
Am 10. April 2024 erschien das Debütalbum New Kawaii in Japan. Es erreichte Platz zwei der heimischen Albumcharts von Oricon sowie der Hot-Albums-Charts von Billboard Japan. Das Album wurde im März 2025 mit einem Finalist Award für das beste Album eines aufstrebenden Künstlers bei den CD Shop Awards ausgezeichnet. Am 18. und 19. Mai absolvierte die Gruppe ein zweitägiges Konzert vor 24.000 Besuchern im Budōkan zur Feier des zweijährigen Bestehens. Im September erfolgte die Herausgabe der Maxi-Single New Kawaii/Fruits Basket. Für New Kawaii erhielten Fruits Zipper den Excellent Award bei den Japan Record Awards. Mitte Januar 2025 erschien die fünfzehnte digitale Single Kagami. Im Mai 2025 erhielten Fruits Zipper bei den Music Awards Japan den Preis für den besten Idol-Culture Song für ihr Lied Watashi no Ichiban Kawaii Tokoro. Im selben Monat erreichte die Idol-Gruppe mit ihrer Single Kawaitte Magic erstmals die Chartspitze der offiziellen Oricon-Singlecharts. Diese verkaufte sich innerhalb einer Woche rund 227.000 mal. Im Oktober und November spielt die Idol-Gruppe ihre ersten Konzerte in Südkorea und der Volksrepublik China.
Am 21. Juni 2025 wurde mit PiKi eine Subgruppe vorgestellt, die aus Karen Matsumoto und Haruka Sakuraba von der Idol-Gruppe Cutie Street besteht. Das Debütlied des Duos, Kawaii Kawai, ist im Abspann der zweiten Staffel von My Dress-Up Darling zu hören.

## Mitglieder

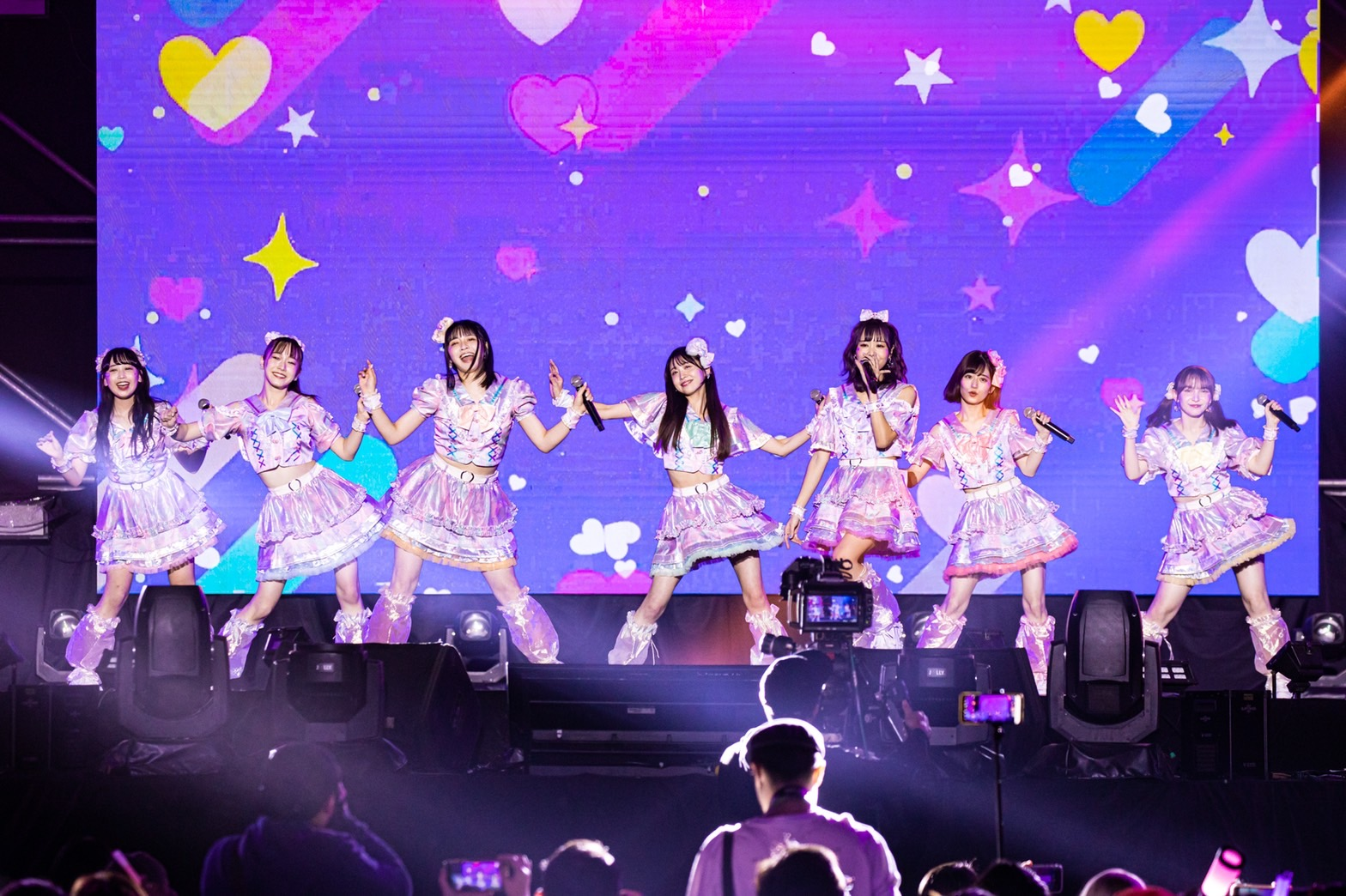
Fruits Zipper bei einem Konzert, 2022.

| Aktive Mitglieder                            |                   |                      |        |
| Amane Tsukiashi (月足天音 Tsukiashi Amane)   | 26. Oktober 1999  | Yanagawa, Fukuoka    | Rot    |
| Suzuka Chinzei (鎮西寿々歌 Chinzei Suzuka)   | 24. November 1998 | Nishinomiya, Hyōgo   | Orange |
| Yui Sakurai (櫻井優衣 Sakurai Yui)           | 21. Februar 2000  | Tokio                | Minze  |
| Runa Nakagawa (仲川瑠夏 Nakagawa Runa)       | 3. Juli 1997      | Kanagawa             | Lila   |
| Mana Manaka (真中まな Manaka Mana)           | 22. April 1999    | Kanagawa             | Blau   |
| Karen Matsumoto (松本かれん Matsumoto Karen) | 28. März 2003     | Chiba                | Pink   |
| Noel Hayase (早瀬ノエル Hayase Noeru)        | 29. Dezember 2003 | München, Deutschland | Gelb   |

## Diskografie

### Studioalben
| Jahr | Titel Musiklabel       | Höchstplatzierung, Gesamtwochen, AuszeichnungChartsChartplatzierungen (Jahr, Titel, Musiklabel, Platzierungen, Wochen, Auszeichnungen, Anmerkungen) | Anmerkungen                          |
| Jahr | Titel Musiklabel       | JP | Anmerkungen                          |
| ---- | ---------------------- | --- | ------------------------------------ |
| 2024 | New Kawaii Kawaii Lab. | JP2 (16 Wo.)JP | Erstveröffentlichung: 10. April 2024 |

### Singles
| Jahr               | Titel Album                                                 | Höchstplatzierung, Gesamtwochen, AuszeichnungChartsChartplatzierungen (Jahr, Titel, Album, Platzierungen, Wochen, Auszeichnungen, Anmerkungen) | Anmerkungen                                                                  | [↑]: gemeinsam behandelt mit vorhergehendem Eintrag; [←]: in beiden Charts platziert |
| Jahr               | Titel Album                                                 | JP | Anmerkungen                                                                  |                                                                                      |
| ------------------ | ----------------------------------------------------------- | --- | ---------------------------------------------------------------------------- | ------------------------------------------------------------------------------------ |
| Physische Singles  |                                                             | |                                                                              |                                                                                      |
|                    |                                                             | |                                                                              |                                                                                      |
| 2024               | New Kawaii –                                                | JP3 (38 Wo.)JP | Erstveröffentlichung: 18. September 2024 · JP: Gold (Streaming)              |                                                                                      |
| 2024               | Fruits Basket –[JP: ↑]                                      | JP3 (38 Wo.)JP | Erstveröffentlichung: 18. September 2024                                     |                                                                                      |
| 2025               | Kawaitte Magic –                                            | JP1 (… Wo.)JP | Erstveröffentlichung: 14. Mai 2025                                           |                                                                                      |
| Digitale Singles a |                                                             | |                                                                              |                                                                                      |
|                    |                                                             | |                                                                              |                                                                                      |
| 2022               | Kimi no Akarui Mirai o Oikakete New Kawaii                  | — | Erstveröffentlichung: 10. April 2022                                         |                                                                                      |
| 2022               | Watashi no Ichiban Kawaii Tokoro New Kawaii                 | JP4 Platin (Streaming) · (74 Wo.)JP | Erstveröffentlichung: 29. April 2022 CD-Veröffentlichung: 13. September 2023 |                                                                                      |
| 2022               | Kanpeki Shugi de –                                          | — | Erstveröffentlichung: 20. Mai 2022                                           |                                                                                      |
| 2022               | Radio Galaxy New Kawaii                                     | — | Erstveröffentlichung: 29. Juli 2022                                          |                                                                                      |
| 2022               | Skyfeelan –                                                 | — | Erstveröffentlichung: 12. August 2022                                        |                                                                                      |
| 2022               | Fre-Fru Summer! New Kawaii                                  | — | Erstveröffentlichung: 19. August 2022                                        |                                                                                      |
| 2022               | We are Frontier –                                           | — | Erstveröffentlichung: 2. September 2022                                      |                                                                                      |
| 2022               | Re→Try & Fly –                                              | — | Erstveröffentlichung: 9. September 2022                                      |                                                                                      |
| 2022               | Sekai wa Kimi kara Hajimaru –                               | — | Erstveröffentlichung: 11. November 2022                                      |                                                                                      |
| 2023               | Hapi Choco New Kawaii                                       | — | Erstveröffentlichung: 1. Februar 2023                                        |                                                                                      |
| 2023               | Chō Medetai Song ～Konnani Shiawasede Īnokana?～ New Kawaii | — | Erstveröffentlichung: 4. Mai 2023                                            |                                                                                      |
| 2023               | Pure in the World New Kawaii                                | — | Erstveröffentlichung: 4. August 2023                                         |                                                                                      |
| 2023               | Co-Kosei New Kawaii                                         | — | Erstveröffentlichung: 4. Oktober 2023                                        |                                                                                      |
| 2023               | Kimikoi New Kawaii                                          | — | Erstveröffentlichung: 29. Oktober 2023                                       |                                                                                      |
| 2025               | Kagami –                                                    | — | Erstveröffentlichung: 17. Januar 2025                                        |                                                                                      |
| 2025               | Suki, onegai –                                              | — | Erstveröffentlichung: 12. Februar 2025                                       |                                                                                      |
| 2025               | Sugarless GiRL –                                            | — | Erstveröffentlichung: 5. März 2025                                           |                                                                                      |
| 2025               | San –                                                       | — | Erstveröffentlichung: 3. Juni 2025                                           |                                                                                      |
| 2025               | Pipopapo/Puruppari! –                                       | — | Erstveröffentlichung: 2. August 2025                                         |                                                                                      |

## Auszeichnungen (Auswahl)
| Jahr | Auszeichnung                 | Kategorie               | für                              | Resultat | Quellen |
| ---- | ---------------------------- | ----------------------- | -------------------------------- | -------- | ------- |
| 2023 | Japan Record Awards          | New Artist Award        | Fruits Zipper                    | Gewonnen | [ 14 ]  |
| 2024 | Japan Record Awards          | Excellent Work Award    | New Kawaii                       | Gewonnen | [ 21 ]  |
| 2025 | CD Shop Awards               | Finalist Award (Blue)   | New Kawaii                       | Gewonnen | [ 18 ]  |
| 2025 | MTV Video Music Awards Japan | Best Breakthrough Video | New Kawaii                       | Gewonnen | [ 31 ]  |
| 2025 | Music Awards Japan           | Best Idol-Culture Song  | Watashi no Ichiban Kawaii Tokoro | Gewonnen | [ 23 ]  |